# Оганесян, Геворг Карапетович
Гево́рг Карапе́тович Оганеся́н (арм. Գեւորգ Կարապետի Հովհաննիսյան; 16 июня 1983, Ленинакан, Армянская ССР, СССР) — армянский футболист, защитник.

## Клубная карьера
Родился в Ленинакане. Является воспитанником местного футбола. С 8-9 лет начал увлекаться футболом. Хотя была возможность задействовать свои данные в других видах спорта, Оганесян впрочем сделал выбор в пользу любимого вида спорта — футбола. В это же время стал посещать футбольную школу местного «Ширака». Как и отец, выступавший на позиции центрального защитника в гюмрийском «Арагаце», Оганесян по амплуа пошёл по стопам отца.
В 2001 году попал под прицел селекционеров «Ширака», далее последовали два года службы в армии. В 2003 году вернулся в расположение клуба и заключил контракт. В течение нескольких сезонов закрепился в составе. 17 апреля 2011 года, в матче 5 тура чемпионата, в игре против «Пюника», сыграл 100 матч в Высшей лиги чемпионата Армении. В 2011 году стал финалистом в розыгрыше кубка Армении. Однако трофей достался «Мике», которая обыграла «Ширак» со счётом — 1:4.

## Достижения
- Чемпион Армении: 2012/13
- Обладатель Кубка Армении: 2011/12
- Финалист Кубка Армении: 2011

## Личная жизнь
Родители — Карапет и Армине, имеет жену — Татев и дочь — Армине (род. июль 2011). В свободное время любит слушать музыку и смотреть футбольные матчи.

## Статистика выступлений
Данные на 18 марта 2012 года
| Клуб             | Сезон            | Чемпионат | Чемпионат | Кубки | Кубки | Еврокубки | Еврокубки | Всего | Всего |
| Клуб             | Сезон            | Матчи     | Голы      | Матчи | Голы  | Матчи     | Голы      | Матчи | Голы  |
| ---------------- | ---------------- | --------- | --------- | ----- | ----- | --------- | --------- | ----- | ----- |
| Ширак            | 2005             | ?         | ?         | ?     | ?     | 0         | 0         | 0     | 0     |
| Ширак            | 2006             | ?         | ?         | ?     | ?     | 0         | 0         | 0     | 0     |
| Ширак            | 2007             | 17        | 1         | 0     | 0     | 0         | 0         | 17    | 1     |
| Ширак            | 2008             | 17        | 1         | 1     | 0     | 0         | 0         | 18    | 1     |
| Ширак            | 2009             | 24        | 1         | 2     | 1     | 0         | 0         | 26    | 2     |
| Ширак            | 2010             | 25        | 1         | 2     | 0     | 0         | 0         | 27    | 1     |
| Ширак            | 2011             | 24        | 2         | 6     | 1     | 0         | 0         | 30    | 3     |
| Ширак            | 2012/13          | 0         | 0         | 0     | 0     | 0         | 0         | 0     | 0     |
| Всего            | Всего            | 107       | 6         | 11    | 2     | 0         | 0         | 118   | 8     |
| Всего за карьеру | Всего за карьеру | 107       | 6         | 11    | 2     | 0         | 0         | 118   | 8     |